# 夙川グリーンタウン
夙川グリーンタウン（しゅくがわグリーンタウン）は、兵庫県西宮市にある専門店街ビル。

## 概要
阪急夙川駅の南側を走る山手幹線沿いにある。
ビルは山手幹線を挟んで反対側にあるが、駅の南出口・西側から延びるペデストリアンデッキで2階部と連絡している。
また駅前とビル地下一階が地下道でつながっており雨でも傘なしで電車に乗れるようになっている。
店舗は主に個人が経営する小規模な専門店だが、館内独自のポイント（詳しくは後述）や合同のキャンペーンなどで相互に歩調を合わせている。
近年は西宮市内（特に阪急で東隣の西宮北口駅周辺）に大規模なショッピングセンターが立て続けに開業しており、その影響で閉店を余儀なくされる店舗も生じている。

## 主な店舗
地下1階
- キリン堂『ナチュラルウェイ』

1階
- グルメシティ 夙川店
- カメラのナニワ 夙川駅前店
- ドコモショップ

2階
- グルメシティ 夙川店
- JTB三洋旅行サービス 夙川営業所

3階
- キャンドゥ

## ポイントカード
『ドリームスタンプ』というポイントカードが発行されている。
『ドリームスタンプ』はスタンプ式で、300円ごとにスタンプを模したシールが1枚（1ポイント）与えられ、100ポイント貯めると館内で使える500円分の金券として利用できる。
入会費・年会費・手数料は無料だが、店舗によって使用は異なる。

## 交通アクセス
- 阪急神戸線・甲陽線 夙川駅から南へ徒歩1分
- JR神戸線 さくら夙川駅から北へ徒歩5分
- 阪急バス 阪急夙川停留所から南へ徒歩すぐ
- みなと観光バス 夙川グリーンタウンバス停すぐ

### 競合する商業施設
- 阪急西宮ガーデンズ
- アクタ西宮
- エビスタ西宮
- ららぽーと甲子園